# La Femme de Gilles
Pour plus de détails, voir Fiche technique et Distribution.
La Femme de Gilles est un film de coproduction belge, française, suisse, italienne et luxembourgeoise, réalisé par Frédéric Fonteyne, sorti en 2004.
Le scénario est tiré du roman homonyme de Madeleine Bourdouxhe, paru en 1937.

## Synopsis
Gilles (Clovis Cornillac) est un ouvrier des années 1930, travaillant dans les hauts-fourneaux. Sa femme, Élisa (Emmanuelle Devos), s'occupe des enfants et de la maison, souvent avec l'aide de sa sœur Victorine (Laura Smet). Tous les jours, elle attend le retour de Gilles, qu'elle aime, pour qui elle vit.

## Fiche technique
- Titre : La Femme de Gilles
- Réalisation : Frédéric Fonteyne
- Scénario : Philippe Blasband et Madeleine Bourdouxhe
- Pays de production :  Belgique,  France,  Italie,  Luxembourg et  Suisse
- Genre : drame
- Durée : 103 minutes
- Dates de sortie :
  - Italie : 6 septembre 2004 (Mostra de Venise)
  - 15 septembre 2004

## Distribution
- Emmanuelle Devos : Élisa
- Clovis Cornillac : Gilles
- Laura Smet : Victorine
- Alice Verlinden : la jumelle #1
- Chloé Verlinden : la jumelle #2
- Colette Emmanuelle : la mère d'Élisa
- Gil Lagay : le père d'Élisa
- Patrick Quinet : Maréchal

## Tournage
Certaines scènes ont été tournées dans les rues du vieux Liège (notamment rue de l'Épée/du Carré et rue des Cloutiers, coin de la rue Jean d'Outremeuse et rue de la Liberté en Outremeuse) et au Fond-De-Gras.
La scène d'ouverture débute avec la chanson Mon homme, interprétée par Mistinguett.

## Distinctions
- 2004 : Prix André-Cavens de l’Union de la critique de cinéma (UCC) pour le meilleur film belge